# 上川大樹
上川大樹（1989年11月9日—），山口縣出生，是一名日本柔道運動員，曾代表國家參加2012年倫敦奧運的男子100公斤以上級柔道比賽，但未能獲獎。他也參加了2010年亞洲運動會。